# Будановка (Кашарское сельское поселение)
Будановка — хутор в Кашарском районе Ростовской области.
Входит в состав Кашарского сельского поселения.

## География
На хуторе имеются две улицы: Берёзовая и Богаевская.

## Население
| 2010 |
| ---- |
| 183  |